# Kristina Söderbaum

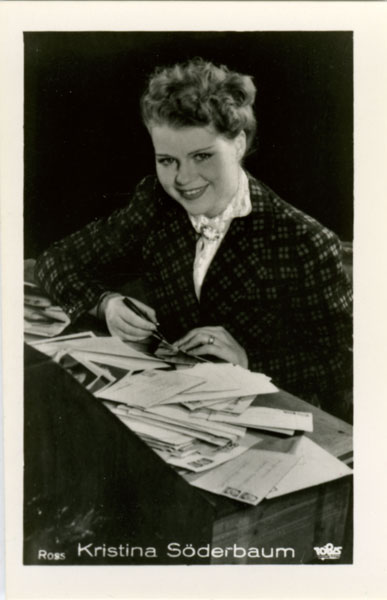
Kristina Söderbaum v roce 1937

Beata Margareta Kristina Söderbaum (5. září 1912 Stockholm, Švédsko – 12. února 2001 Hitzacker, Dolní Sasko, Německo) byla německá filmová herečka narozená ve Švédsku, producentka a fotografka. Proslavila se především v rolích v nacistických filmech.

## Mládí
Její otec, profesor Henrik Gustaf Söderbaum (1862–1933), byl stálým tajemníkem Královské švédské akademie věd.
Poté, co její rodiče krátce po sobě zemřeli, se přestěhovala do Berlína a začala navštěvovat divadelní školu.

## Kariéra

### Nacistická éra
Soderbaumová započala svou kariéru ve filmech režiséra Veita Harlana, za kterého se roku 1939 provdala. Společně vytvořili 10 filmů, když se těšili podpoře mocného ministra propagandy Josepha Goebbelse.
Podle Antje Ascheid je Soderbaumová často označována jako „nejvýznačnější představitelka nacistických ideálů, dokonalá nacistická hvězda“. Jako krásná švédská blondýna měla Soderbaumová vzhled panenky, který utvářel model árijské ženy. Ve skutečnosti již předtím hrála roli nevinné árijské ženy v několika filmech a byla velmi známá německému publiku. Její mládí a krása z ní udělaly symbol zdraví a čistoty a to z ní učinilo předlohu pro ideál nacistické ženské krásy.
V mnoha jejích filmech byla ohrožována hrozbou rasového znečištění. Nejznámější role tohoto typu byly Dorothea Sturm, prokletá hrdinka v antisemitském historickém melodramatu Žid Süß (Jud Süß, 1940), která spáchala sebevraždu utopením poté, co byla přinucena mít sex s padouchem, a Anna ve Zlatém městě (Die goldene Stadt, 1942), sudetská Němka, jejíž touha po životě ve městě (v rozporu s prací na venkově) a její uspokojení Čechy vyústily v sebevraždu utopením. Tyto její filmové osudy spjaté s vodou, stejně tak jako podobný konec její postavy v jejím filmovém debutu v Harlanově filmu Jugend (1938), ji vynesly lidovou přezdívku Reichswasserleiche ("říšský utopenec").
Z dalších rolí: Elske ve Východu slunce (Die Reise nach Tilsit, 1939), německá manželka, kterou podvádí její manžel s Polkou, ale nakonec se zahanbeně vrátí k ní; Elisabeth ve filmu Dům u jezera (Immensee, 1943), která se provdá za bohatého statkáře, aby zapomněla na svou nenaplněnou lásku a nakonec se rozhodne mu zůstat věrná, ačkoliv je již vdovou a její láska se vrátí; Aels ve filmu Její oběť (Opfergang, 1944), žena, která zemře po své milostné aféře; Luise Treskow v historickém dramatu Velký král (Große König, 1942), mlynářská dcera, která podporuje Fridricha II. Velikého; Maria v dalším historickém válečném dramatu Kolberg (1945), venkovská dívka, která podporuje odboj proti Napoleonovi a je jediným přeživším z její rodiny.

### Poválečná éra
V prvních letech po válce často Kristina Soderbaumová čelila vypískávání ze scény a trpěla, když po ni publikum házelo shnilou zeleninu. V následujících letech často vyjadřovala lítost nad svými rolemi v antisemitských filmech.
Poté, co jejímu manželovi bylo opět povoleno režírovat filmy, Soderbaumová opět ztvárnila hlavní role v mnoha jeho filmech. Mezi tyto filmy patří Die Blaue Stunde ("Modrá hodina", 1952),  Die Gefangene des Maharadscha ("Maharádžův zajatec", 1953), Verrat an Deutschland ("Zrada na Německu", 1954) a Ich werde dich auf Händen tragen ("Budu tě nosit na rukou", 1958). Jejich posledním společným projektem byla v roce 1963 produkce divadelního představení od Augusta Strindberga Hra snů v Aachenu.
Po manželově smrti v roce 1964 se Soderbaumová stala známou módní fotografkou. V roce 1974 přijala roli v životopisném filmu Hanse-Jürgena Syberberga Karl May. V roce 1983 vydala své paměti pod názvem Nichts bleibt immer so ("Nic není stejné věčně"). V jejích pozdějších letech se stala podivínskou, ale i tak přijala role ve třech filmech a televizním seriálu Doktor z hor (The Bergdoktor). Její poslední role byla v thrilleru s Hughem Grantem Vlak do pekla (Night Train to Venice, 1994). Zemřela v roce 2001 v pečovatelském domě v severním Německu.

## Filmografie
- 1936: Uncle Bräsig
- 1938: Jugend
- 1938: Verwehte Spuren
- 1939: Das unsterbliche Herz
- 1939: Die Reise nach Tilsit
- 1940: Jud Süß
- 1942: Der große König
- 1942: Die goldene Stadt
- 1943: Immensee
- 1944: Opfergang
- 1944: Kolberg
- 1951: Unsterbliche Geliebte, podle Aquis submersus od Theodora Storma
- 1951: Hanna Amon
- 1952: Die blaue Stunde
- 1953: Sterne über Colombo
- 1954: Die Gefangene des Maharadscha (The Prisoner of the Maharaja)
- 1954: Verrat an Deutschland (The Betrayal of Germany)
- 1957: Zwei Herzen im Mai
- 1958: Ich werde Dich auf Händen tragen
- 1962: Die blonde Frau des Maharadscha
- 1974: Karl May
- 1983: Let's Go Crazy
- 1992: Das bleibt das kommt nie wieder
- 1993: Night Train to Venice (Train to Hell)
- 1993: Der Bergdoktor: 1. Staffel, Episode 11 „Der Sinn des Lebens" ("The Meaning of Life")